# 卡霍基亞土墩遺址
卡霍基亚土墩遗址（英語：Cahokia Mounds State Historic Site） 是一座前哥伦布时代美洲土著古城遗址（约800年—1400年），位于密西西比河东岸，与密苏里州的圣路易斯市隔河相望。这座遗址公园坐落在伊利诺伊州南部，东圣路易斯和科林斯威尔之间。 遗址占地大约1600公顷，包括120座土墩。不少土墩因当代农业和城市建设的发展而受到破坏，有位置记录的土墩仅有109座，在遗址保护区内现存68座。
卡霍基亚是密西西比文化最大、最有影响的城市聚落，在欧洲人到来的1000年前，为美国中部、东南部发展最先进的社会。 今天，卡霍基亚土墩遗址被认为是墨西哥以北最大最复杂的前哥伦布时代考古遗址。
卡霍基亚土墩是一处美国国家历史名胜，州政府保护下的国家历史地标遗迹，也是美国的23个世界遗产之一。 遗址对公众开放，支持和参与发掘的机构，有伊利诺伊历史资源保护局，卡霍基亚土墩群博物馆学会等等。

## 历史

### 发展

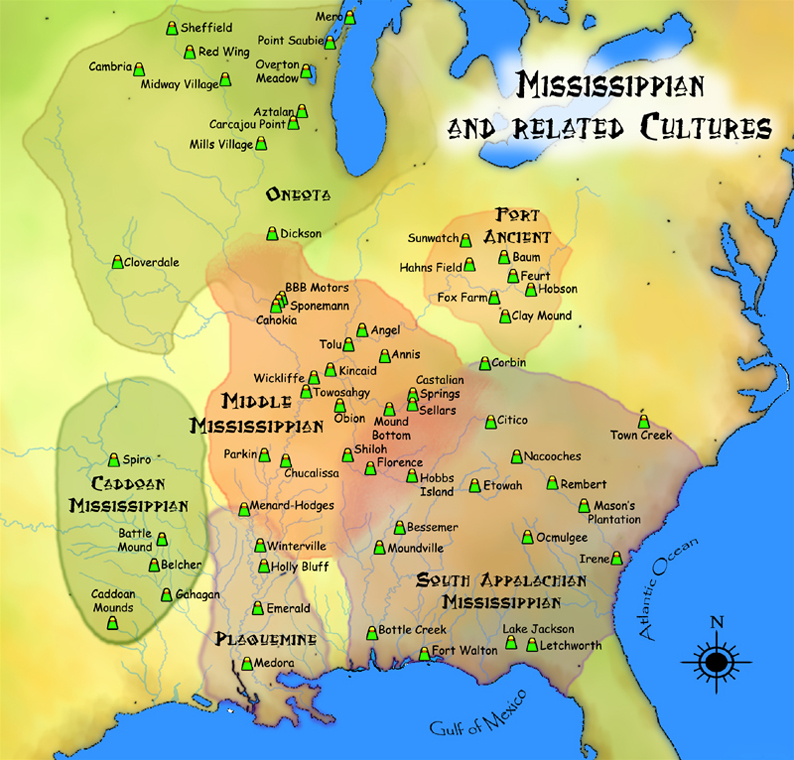
一张显示密西西比各个大致地区范围和相关文化的地图。卡霍基亚在地图的中间部分，中密西西比偏上的地方。

尽管有证据表明，远古晚期（约前12世纪）在遗址和附近就有人活动，但我们现在确定的是在伍德兰晚期，约公元6世纪，开始有人在卡霍基亚定居。土墩建筑开始于约公元9世纪新兴的密西西比文化。居住者没有留下文字，只在陶器、贝壳、铜器、木头、石器上留下一些符号，但这些精心规划的社区，“伍德亨奇”（一种圆圈型木构建筑），土墩和墓葬揭示了这是一个复杂的社会。 但直到今天，依然无人确知卡霍基亚人的种族和语言，甚至不知道他们怎样称呼自己。
“卡霍基亚”这个名字，来源于17世纪法国人到达这里时，附近居住的伊利尼维克人（Illiniwek）的卡霍基亚部落。由于卡霍基亚被欧洲人发现时已被遗弃数百年，而且美洲原住民时常因为环境等原因而迁徙，所以当时的卡霍基亚部落并不一定是最初密西西比时代的居民的后代，并且该遗址在鼎盛时期可能是一个多民族聚居地。
据美国考古学家丹尼尔·里克特，该城市发展的巅峰出现在中世纪温暖时期，而这一时期北美北部似乎孕育了一场农业革命，包括玉米、豆子（荚果）和葫芦（美洲南瓜）在内的三种原产于中美洲的作物被引进北部温带地区并开发种植。里克特还注意到，在卡霍基亚社会发展的同时，美国西南部的查科文化也恰巧处于发展期，拥有了一个明显阶层化的社会，并且建造了许多大型建筑。虽然后期，上述三种作物在北美温带地区的种植已经成熟， 然而在小冰期到来的同时，卡霍基亞城市开始衰落。